# Carolina Vilches
Carolina Vilches, née le 21 décembre 1984 à Viña del Mar (Chili) est une géographe, militante féministe et écologiste, femme politique chilienne et membre de l'Assemblée constituante de 2021 à 2022.
Elle est élue lors des élections constituantes de 2021, au sein du district no 6, en tant que candidate indépendante, inscrite sur la liste d'Approbation dignité et soutenue par le parti Communes.

## Biographie

### Études et militantisme
Carolina Vilches est née le 21 décembre 1984 à Viña del Mar (Chili). Elle est la fille de Omar Vilches Moraga et Mónica Fuenzalida Peña. Elle sort diplômée d'un institut supérieur de commerce dans sa ville de naissance. Ensuite, elle obtient un diplôme de géographe à l'université de Playa Ancha.
Elle exerce son métier de géographe au service de la ville de Petorca, où elle crée notamment un Office municipal des affaires relatif à l'eau, et sur l'union des réseaux ruraux d'eau potable. Elle se distingue par son travail sur les espaces communs à la municipalité.
Quant à son militantisme, elle s'implique au sein du mouvement pour la défense de l'accès à l'eau, la terre et la protection de l'environnement (MODATIMA (es)).

### Assemblée constituante
Elle est élue lors des élections constituantes de 2021 au sein du district n°6, sur un programme qui plaide pour un État social, plurinational et décentralisé, le respect et la visibilité des femmes et de la diversité sexuelle, la participation citoyenne et un Congrès monocaméral.
En juillet 2021, elle rejoint la commission transitoire sur le règlement de l'Assemblée.
Le 27 août 2021, elle est l'une des fondatrices du groupe parlementaire « Mouvements Sociaux Constituants » (Movimientos Sociales Constituyentes), se définissant féministe, écologiste, anticapitaliste et réclamant une souveraineté populaire.
Après l'adoption du règlement de l'Assemblée en octobre 2021, elle rejoint la commission thématique sur l'environnement, les droits de la nature, les biens naturels communs et le modèle économique.